# Quebec Mercury
Quebec Mercury – anglojęzyczna gazeta wydawana w Quebecu od 1805 do 1863 roku. Jej założyciel był Thomas Cary. Quebec Mercury jako wyraziciel poglądów angielskich mieszkańców Quebecu rywalizował z francuskim Le Canadien.